# Sturer Emil

12.8 cm Selbstfahrlafette auf VK 30.01(H) "Sturer Emil" là tên một loại pháo chống tăng tự hành của Đức Quốc xã trong thế chiến II.Emil chỉ là một mẫu thí nghiệm được lắp trên khung gầm tăng Henschel VK 30.01H,trang bị pháo 12.8cm K L/61.Emil có thể quay sang hai bên khoảng 6 độ, nâng lên hết cỡ 18 độ và hạ nòng xuống 15 độ.
Emil nằm trong dự án tăng siêu nặng VK 30.01 H của tập đoàn Henschel.Thân và xích của Emil được đặt riêng và sản xuất rất đặc biệt.Phần thân tăng phải đủ rộng để lắp vừa pháo 12.8cm K L/61(có kích cỡ khá lớn),ngoài ra đầu tăng để hở nhằm mục đích tản nhiệt bớt cho động cơ.Theo như bản thiết kế thì Emil có hai buồng động cơ chính được đặt ở phía sau.Cả hai đều sử dụng bộ tản nhiệt hơi nước Maybach.
Chỉ có duy nhất hai chiếc Emil được sản xuất(biệt danh:Max và Moritz) được xuất xưởng và cho hoạt động ở mặt trận phía Đông.Trong trận Stalingrad, một chiếc đã bị phá huỷ,chiếc còn lại bị bắt giữ bởi quân đội Liên Xô.Cả hai chiếc đều đã ghi công tiêu diệt hơn 25 chiếc thiết giáp của Liên Xô.
Bộ giáp của Emil thật sự rất mỏng . SU 152 và ISU 152 sử dụng đạn nổ mạnh kết liễu ST trong vòng ngay tức khắc. Hiện giờ, chiếc Stuter Emil cuối cùng đang được trưng bày tại bảo tàng thiết giáp Kubinka, NgHiện giờ, chiếc Stuter Emil cuối cùng đang được trưng bày tại bảo tàng thiết giáp Kubinka, Nga.